# Nevada holmgrenii
För andra betydelser, se Nevada (olika betydelser).
Nevada holmgrenii är en korsblommig växtart som först beskrevs av Reed Clark Rollins, och fick sitt nu gällande namn av Noel Herman Holmgren. Nevada holmgrenii ingår som enda art i släktet Nevada och familjen korsblommiga växter. Inga underarter finns listade i Catalogue of Life.